# Kroatische Badmintonmeisterschaft 2018
Die Kroatische Badmintonmeisterschaft 2018 fand vom 3. bis zum 4. Februar 2018 in Čakovec statt.

## Medaillengewinner
| Disziplin    | Gold                          | Silber                        | Bronze                        |
| ------------ | ----------------------------- | ----------------------------- | ----------------------------- |
| Herreneinzel | Luka Ban                      | Borna Drvodelić               | Filip Špoljarec               |
| Herreneinzel | Luka Ban                      | Borna Drvodelić               | Josip Uglešić                 |
| Dameneinzel  | Matea Čiča                    | Katarina Galenić              | Maja Pavlinić                 |
| Dameneinzel  | Matea Čiča                    | Katarina Galenić              | Inga Sadaić                   |
| Herrendoppel | Igor Čimbur Zvonimir Hölbling | Dominik Doko Filip Jagar      | Filip Špoljarec Josip Uglešić |
| Herrendoppel | Igor Čimbur Zvonimir Hölbling | Dominik Doko Filip Jagar      | Matija Hranilović Luka Vlahek |
| Damendoppel  | Nikolina Dimić Lucija Trgovac | Dora Dragčević Dora Drvodelić | Inga Sadaić Ela Trstenjak     |
| Damendoppel  | Nikolina Dimić Lucija Trgovac | Dora Dragčević Dora Drvodelić | Matea Čiča Staša Poznanović   |
| Mixed        | Filip Špoljarec Maja Pavlinić | Igor Čimbur Matea Čiča        | Luka Ban Lucija Trgovac       |
| Mixed        | Filip Špoljarec Maja Pavlinić | Igor Čimbur Matea Čiča        | Filip Jagar Lucija Buchberger |